# Роз'їзд № 5
Роз'їзд № 5 (рос. Разъезд № 5) — селище у Кунашацькому районі Челябінської області Російської Федерації.
Входить до складу муніципального утворення Муслюмовське сільське поселення. Населення становить 48 осіб (2010).

## Історія
Від 1930 року належить до Кунашацького району, спочатку в складі Башкирської АРСР, а відтак Челябінської області.
Згідно із законом від 12 листопада 2004 року органом місцевого самоврядування є Муслюмовське сільське поселення.

## Населення
| 2002 | 2010 |
| ---- | ---- |
| 24   | ↗48  |